# Col de Verde
La Col de Verde (in corso Bocca di Verde)  (1.289 m) è un passo che si trova al confine tra Corsica settentrionale e Corsica del Sud tra i comuni di Ghisoni e Palneca tra le valli del Fiumorbo e quella del Taravo.